# Coelotes gifuensis
Coelotes gifuensis là một loài nhện trong họ Amaurobiidae.
Loài này thuộc chi Coelotes. Coelotes gifuensis được miêu tả năm 2009 bởi Nishikawa.